# Tube fluorescent
Ne doit pas être confondu avec lampe néon ou bâton lumineux.

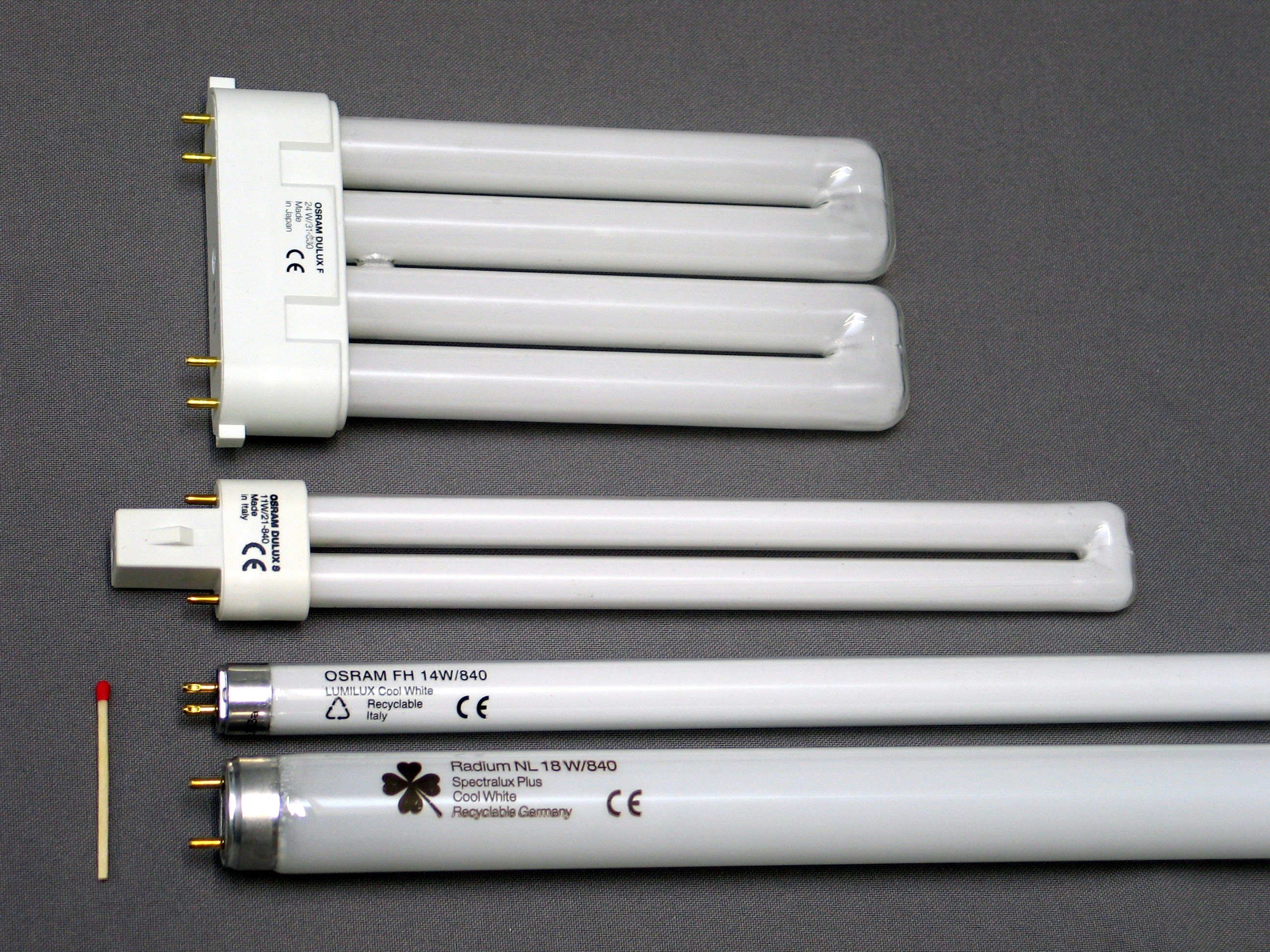
Tubes fluorescents

Un tube fluorescent est une lampe électrique de forme tubulaire, de la famille des lampes à décharge à basse pression. Il contient du mercure à l'état gazeux, dont les atomes sont ionisés sous l'effet d'un courant électrique appliqué entre les électrodes placées à chaque extrémité du tube ; ils émettent alors par luminescence un rayonnement essentiellement ultraviolet, qui est converti en lumière visible par la poudre fluorescente déposée sur les parois du tube. La couleur de la lumière émise dépend de la nature de la poudre fluorescente utilisée.
Lorsque le tube est replié sur lui-même et le ballast intégré dans la douille, pour prendre une forme plus compacte, on parle de lampe fluorescente ou fluo-compacte (LFC).
Le tube fluorescent est souvent désigné à tort par l'expression tube au néon, alors que le tube néon est un autre type de lampe à décharge, de couleur rouge, qui n'utilise pas la fluorescence.
Le tube fluorescent peut également être confondu avec une linolite, qui est une lampe à incandescence tubulaire.

## Historique

### Débuts
L'idée d'employer la fluorescence pour l'éclairage remonte à la deuxième moitié du XIXe siècle avec Edmond Becquerel qui recouvrit l'intérieur des tubes à décharge avec différentes poudres fluorescentes. Ces lampes fluorescentes primitives ne trouveront pas d'application pratique du fait de leur intensité lumineuse insuffisante.
Ce n'est qu'en 1895 que Thomas Edison inventera une lampe fluorescente à partir d'un tube à rayons X dont la surface interne de l'ampoule est enduite de tungstate de calcium. Cette substance convertit une partie des rayonnements X en lumière blanche bleutée avec une efficacité lumineuse trois fois supérieure à celle des lampes à filament de carbone de l'époque, avec une durée de vie bien supérieure. Ces performances auraient pu propulser cette lampe sur le marché de l'éclairage mais le rayonnement X produit par cette lampe provoquera la mort d'un employé d’Edison.
La technologie des tubes fluorescents s'est donc développée selon le schéma de Becquerel, à partir de tubes à décharge sous basse pression.

### Tube néon de Georges Claude

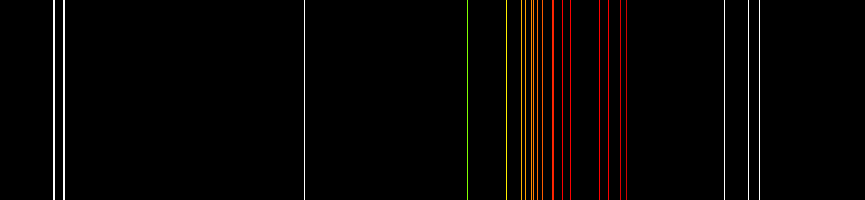
Le spectre du néon fait apparaître des raies ultraviolettes (à gauche) et infrarouge (à droite) (indiquées en blanc)

L'invention du tube au néon par Georges Claude au début du XXe siècle a marqué le début de l'utilisation commerciale de tubes de couleur (rose et jaune) employant un revêtement fluorescent.
Le néon produit une lumière rouge, et le sodium une lumière orange.
Les teintes saturées obtenues ne permettaient certes pas l'usage de ces sources pour l'éclairage domestique ou autre que publicitaire. Cependant, il fut découvert que l'emploi simultané de tubes à vapeur de mercure, émettant une lumière bleue (inventée par Cooper-Hewitt en 1901), avec des tubes de Claude permettait l'obtention d'une lumière blanche de qualité relativement médiocre.
En effet, le mercure ne produit que des fréquences très limitées dans le jaune et violet.
De plus, ces lampes utilisaient des bains de mercure comme électrodes, ce qui donne lieu, comme on le sait aujourd'hui, à un très faible rendement de la source du fait de l'énergie considérable qu'il faut pour extraire les électrons des électrodes...

### Nouvelles électrodes
Il faudra attendre 1927, et les travaux de Ruttenauer et Pirani (Osram) pour le développement d'électrodes en oxydes d'alcalins. Cette innovation permit de réduire les pertes d'énergie au niveau des électrodes pour l'extraction des électrons. Ceci accroît ainsi énormément le rendement des lampes. Ce n'est que dans les années 1930 que des tubes à vapeur de mercure sous basse pression [laquelle en hPa?]seront employés en conjonction avec un revêtement fluorescent afin de générer une lumière blanche. La conception de ces tubes était similaire aux tubes de Claude, avec des cathodes creuses froides et une alimentation sous haute tension. Malgré une efficacité de l'ordre de 15-20 lm/W, de nombreuses installations de tubes à haute tension se feront dans les magasins, restaurants et autres lieux publics.
La disponibilité réelle des tubes fluorescents ne s'est amorcée qu'avec l'introduction en 1936, par Osram, à l'Exposition spécialisée de 1937 de Paris, de tubes à cathode chaude dont l'efficacité lumineuse est portée à 30-40 lm/W du fait de l'emploi d'électrodes moins dissipatrices en énergie. General Electric aux États-Unis, General Electric Company plc (GEC) en Angleterre et Philips aux Pays-Bas suivront en 1937-1938. Si ce changement crucial dans la conception a permis des rendements plus élevés, la durée de vie de ces sources était cependant limitée à 2 000 heures du fait de la détérioration rapide des électrodes et de la poudre fluorescente. Il faudra attendre la fin de la Seconde Guerre mondiale pour voir l'introduction, par GEC, de mélanges binaires d'halophosphates de strontium et de bismuth propulsant l'efficacité lumineuse vers les 50-60 lm/W tout en améliorant la qualité de la lumière émise. Depuis les années 1950, l'amélioration de la qualité des composants a aussi permis l'accroissement de la durée de vie de ces sources et un meilleur maintien de l'efficacité lumineuse. À cet égard, le diamètre des tubes n'était pas inférieur à 38 mm afin de limiter les dommages causés par le plasma de mercure sur le revêtement fluorescent.

### Nouvelles poudres fluorescentes
Une innovation majeure verra le jour en 1973 avec l'introduction par Philips de mélanges ternaires de silicates et d'aluminates dont les propriétés générales sont bien supérieures à celles des halophosphates. En plus d'une efficacité lumineuse pouvant dépasser les 80 lm/W avec une qualité de lumière grandement accrue, la résistance de ce type de matériaux à la décharge électrique permit la réduction du diamètre des tubes de 38 mm à 26 mm (T8) puis à 16 mm (T5) et même moins. Cette réduction des dimensions des lampes permit la conception de luminaires plus compacts avec un meilleur contrôle optique de la lumière émise.

### Avenir
Depuis les années 2010, les tubes fluorescents sont de plus en plus concurrencés et supplantés par les tubes à LED, plus économiques, plus lumineux avec une durée de vie plus longue, et sont progressivement en voie de disparition. À partir du 25 août 2023, la majorité des tubes fluorescents seront interdits à la production et à la vente en Europe, en raison d'une norme émise par l'Union européenne, ce qui pousse les principaux fabricants d'éclairage comme Philips, Osram ou Sylvania à arrêter la production, voire retirer complètement les tubes fluorescents de la vente après épuisement des stocks.

## Aspect
La géométrie de ces lampes ainsi que les moyens d'excitation du plasma de mercure peuvent prendre différentes formes selon les besoins.

### Tubes linéaires
| Longueur | Type   | Puissance électrique | Flux lumineux |
| -------- | ------ | -------------------- | ------------- |
| 1,449 m  | T5-VHO | 120 W                | 9350 lm       |
| 2,4 m    | T12    | 120 W                | 5770 lm       |
| 1,149 m  | T5-VHO | 95 W                 | 7200 lm       |
| 1,449 m  | T5-HO  | 80 W                 | 7000 lm       |
| 1,76 m   | T8     | 70 W                 | 6200 lm       |
| 1,5 m    | T12    | 65 W                 | 4800 lm       |
| 1,5 m    | T8     | 58 W                 | 5240 lm       |
| 1,149 m  | T5-HO  | 54 W                 | 5000 lm       |
| 1,449 m  | T5-HO  | 49 W                 | 4900 lm       |
| 1,2 m    | T12    | 40 W                 | 3000 lm       |
| 0,849 m  | T5-HO  | 39 W                 | 3500 lm       |
| 1,2 m    | T8     | 36 W                 | 3250 lm       |
| 1,449 m  | T5-HE  | 35 W                 | 3650 lm       |
| 0,9 m    | T12    | 30 W                 | 2400 lm       |
| 1,149 m  | T5-HE  | 28 W                 | 2900 lm       |
| 0,549 m  | T5-HO  | 24 W                 | 2000 lm       |
| 0,849 m  | T5-HE  | 21 W                 | 2100 lm       |
| 0,6 m    | T12    | 20 W                 | 1200 lm       |
| 0,6 m    | T8     | 18 W                 | 1350 lm       |
| 0,438 m  | T12    | 15 W                 | 1000 lm       |
| 0,549 m  | T5-HE  | 14 W                 | 1350 lm       |
| 0,523 m  | T5     | 13 W                 | 830 lm        |
| 0,37 m   | T5     | 12 W                 | 672 lm        |
| 0,33 m   | T4     | 10 W                 | 650 lm        |
| 0,3 m    | T5     | 8 W                  | 340 lm        |
| 0,225 m  | T5     | 6 W                  | 270 lm        |
| 0,15 m   | T5     | 4 W                  | 140 lm        |

Les tubes linéaires sont, de loin, les lampes fluorescentes les plus utilisées. La longueur de ces tubes varie de quelques centimètres à plus de deux mètres selon la puissance. Chaque extrémité est pourvue d'une électrode composée d'un filament de tungstène doublement ou triplement bobiné et enduit d'un revêtement d'oxydes de baryum-strontium-calcium pour une injection optimale du courant d'électrons dans la décharge électrique. Ces électrodes fonctionnent alternativement comme une cathode ou une anode selon le sens du courant (alternatif). La géométrie de ces électrodes varie d'un modèle de lampe à un autre et ceux dont la puissance dépasse les 100 W ont des électrodes conçues avec deux sondes supplémentaires afin de pouvoir collecter le fort courant ionique lors de la phase anodique.
Deux classes de lampes à usage général se distinguent. D'une part, il y a les lampes à très bon rendu des couleurs employant une poudre fluorescente à base de silicates et d'aluminates, souvent nommées lampes à « trois bandes » en référence à leur spectre d'émission. En plus d'une très bonne qualité de lumière (IRC de 80 à 95), l'efficacité lumineuse est élevée, de l'ordre de 80 à 105 lm/W. D'autre part, il existe sur le marché des lampes à bas prix employant encore des halophosphates. Ces dernières ont une efficacité moindre (60 à 75 lm/W) et une qualité de lumière (IRC 55-70) trop faible pour un emploi en dehors de l'éclairage industriel.
Hormis cette gamme classique de lampes, il existe des sources à rayonnement ultraviolet (UV) dont les tubes « lumière noire » employant une poudre fluorescente rayonnant autour de 365 nm, les tubes UVA (actinique) pour lampes à insectes, insoleuses (circuits imprimés) et UVB pour le bronzage et le traitement de certains matériaux, puis les tubes UVC pour la stérilisation. Ces dernières lampes ne sont pas pourvues de poudre fluorescente et leur ampoule est fabriquée soit en quartz, soit en verre à faible teneur en oxyde de fer afin d'assurer une bonne transmission des UV générés par le plasma de mercure.
La première génération de tubes, de type T12, avait un diamètre de 38 mm. Ils ont été peu à peu remplacés dans les années 1980 par des tubes T8 de diamètre inférieur et de moindre consommation (26 mm, 36 W au lieu de 40 W pour les plus courants qui mesurent 1,20 m) compatibles sur les mêmes appareils. Depuis les années 2000 sont arrivés les tubes T5 au rendement bien supérieur mais incompatibles (socket G5 au lieu de G13 évitant de se tromper) avec les anciens appareils. Les tubes T5 de 14, 28 et 49 W prennent respectivement peu à peu la place des 18, 36 et 58 W notamment dans l'industrie.
Les flux lumineux donnés dans le tableau ci-contre sont indicatifs. Ils peuvent varier suivant les tubes (haut rendement ou non), la température de couleur, la température ambiante (donnée à 35 °C pour les T5, type appareil fermé) et le fabricant.

### Lampes fluo-compactes

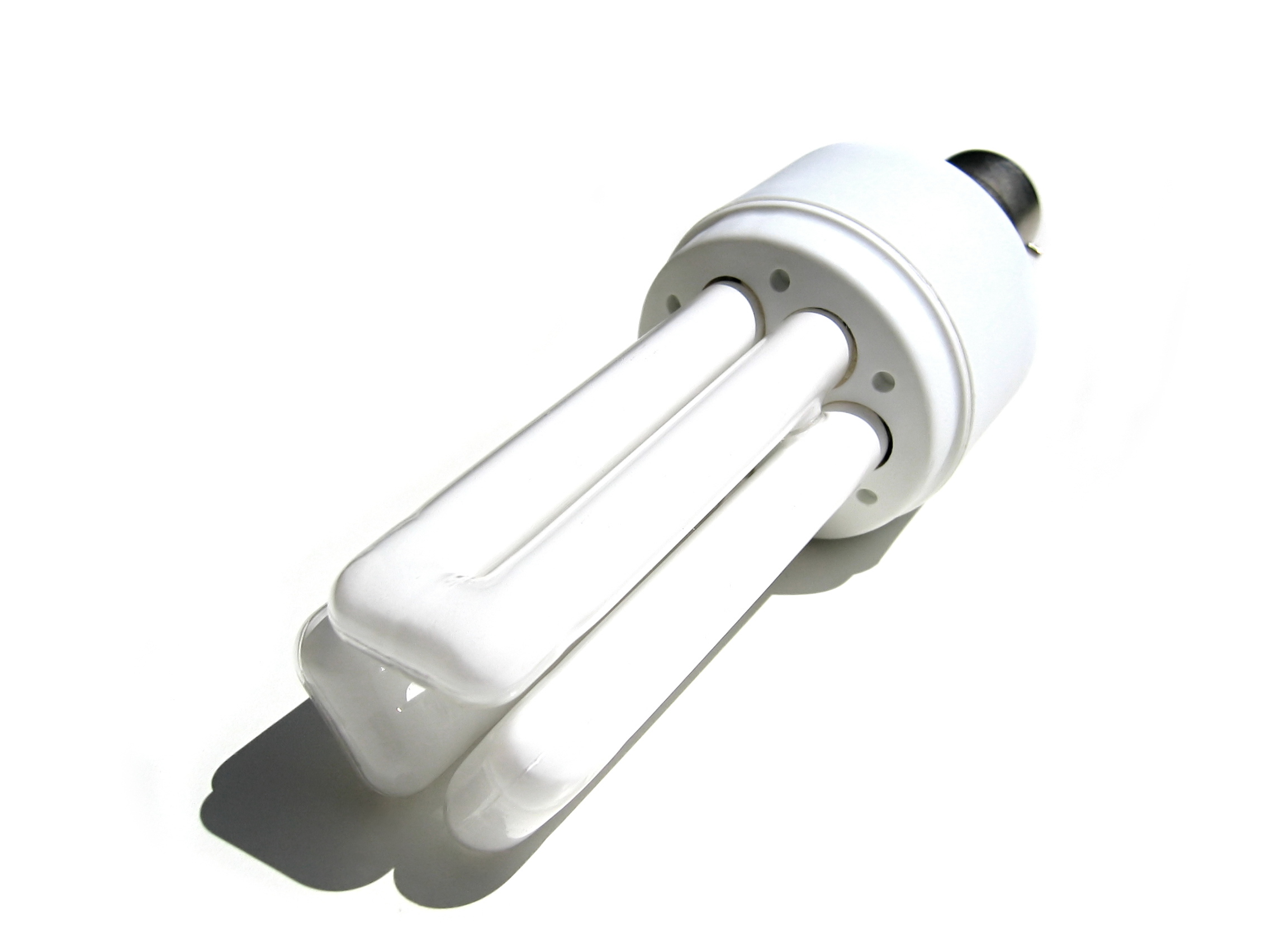
Lampe fluo-compacte

Ces lampes sont plus compactes que les tubes linéaires grâce au pliage en deux, trois, quatre ou six d'un tube fluorescent dont le diamètre est compris entre 7 et 20 mm. En raison du faible diamètre du tube, seules des poudres fluorescentes à trois bandes sont employées. La forme compacte du tube à décharge pose aussi un problème de dissipation thermique et plusieurs moyens sont employés pour limiter la pression de vapeur saturante de mercure afin de rester au régime optimum de fonctionnement. Certaines lampes emploient des amalgames de mercure-étain ou mercure-bismuth, alors que d'autres sont pourvues d'appendices froids où le mercure se condense.
La première fut créée par Philips (annoncée en 1976, introduite en 1980), puis Osram (1981) suivi par les autres fabricants. La conception de cette nouvelle génération de lampes a été motivée par l'accroissement des coûts énergétiques à la suite des deux chocs pétroliers des années 1970. Ainsi, les premières lampes fluocompactes introduites par Philips étaient conçues pour remplacer les lampes à filament directement dans leurs luminaires. Cependant, l'intégration du ballast ferromagnétique posa un sérieux problème de poids et de volume qui limita les applications de ces lampes à économie d'énergie. Ce n'est que vers le milieu des années 1980 que les premières lampes fluocompactes à alimentation électronique seront mises sur le marché. Avec un meilleur rendement et des dimensions réduites, ces lampes sont de plus en plus intégrées dans le paysage de l'éclairage domestique.
À partir du début des années 2010, ces lampes se voient de plus en plus concurrencées par les ampoules à LED sur le marché des lampes économiques et deviennent moins compétitives. Cela pousse les enseignes commerciales à les retirer de la vente, ce qui fait que ces ampoules ont tendance à être en voie de disparition.

## Lampe à induction
Le facteur limitant la durée de vie des lampes fluorescentes est l'usure des électrodes. La lampe ne peut plus fonctionner correctement si les électrodes ne peuvent plus fournir suffisamment d'électrons nécessaires au maintien de la décharge électrique. Il existe une classe de lampe qui ne possède pas d'électrodes, mais une antenne radio-fréquence qui génère et excite un plasma d'argon-mercure grâce à un champ magnétique alternatif.
Il existe deux genres de lampe à induction, la lampe à induction à haute fréquence et la lampe à induction à basse fréquence.

## Lumière émise (caractéristiques spectrales)

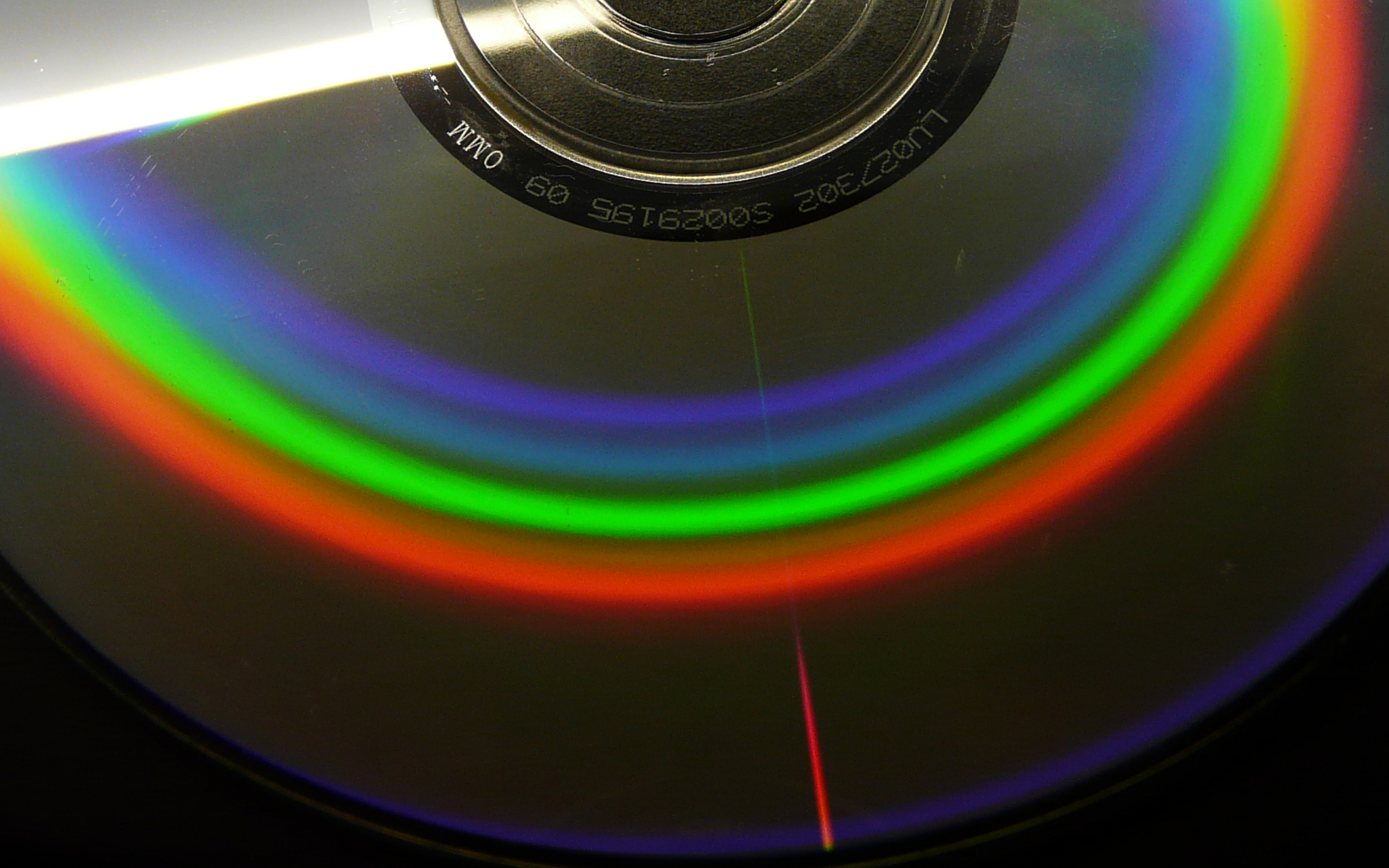
La lumière d'un tube fluorescent reflété sur un CD fait deviner un spectre de couleurs clairsemées contrairement à la lumière du soleil dont le spectre est arc-en-ciel

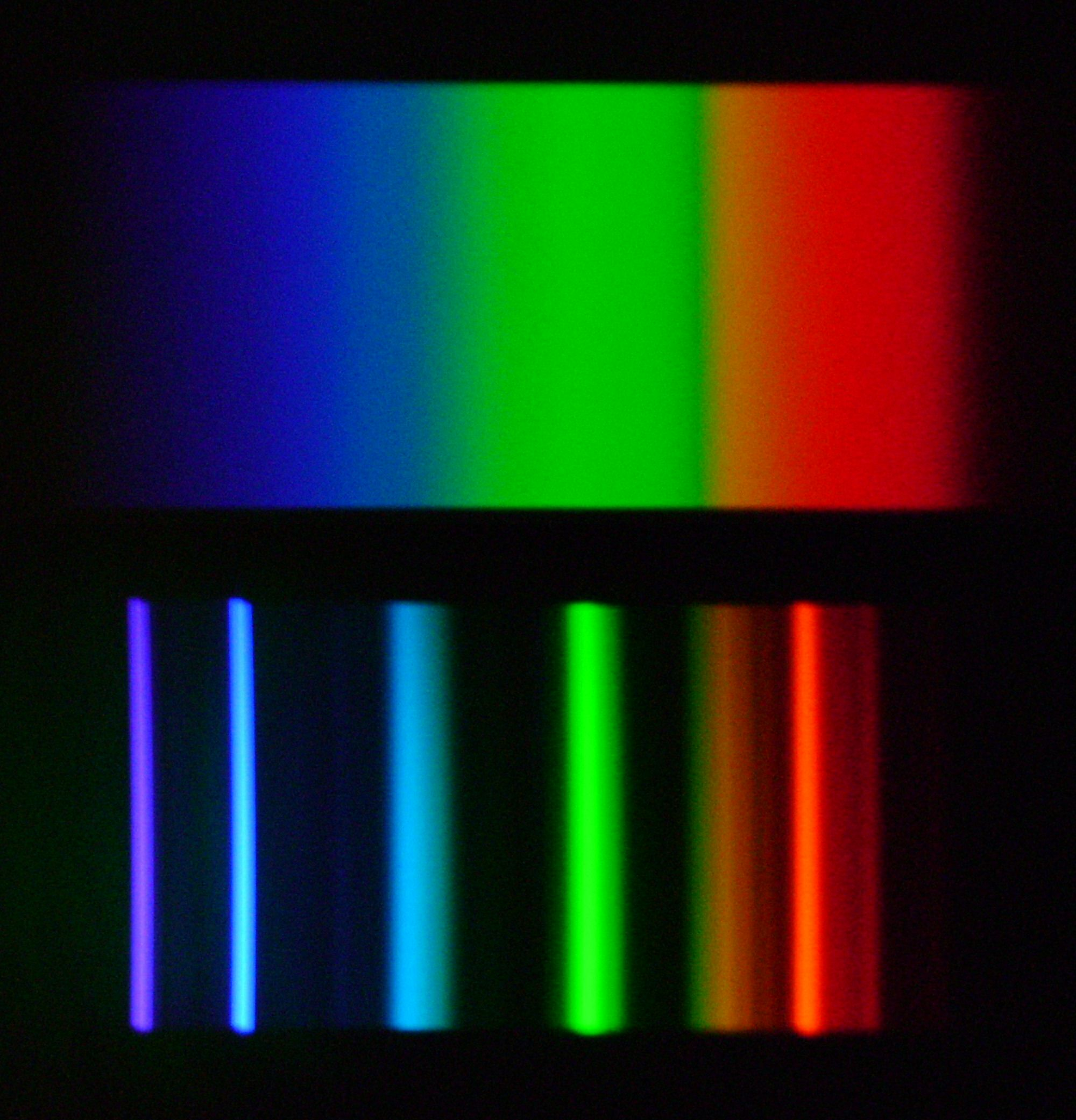
Le spectre d'émission : spectre de le lampe à incandescence de 60 watts en continu (en haut) et spectre de la lampe fluorescente compacte 11 watts (en bas).

Spectre typique

Spectre d'une lampe fluorescente dite à lumière du jour

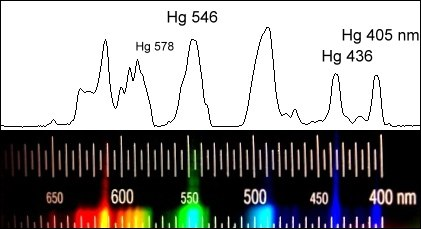
Spectre d'une lampe fluorescente. Les nombres indiquent la longueur d'onde des raies spectrales de mercure.

La technique du tube fluorescent produit des couleurs monochromes (ou dont le nombre de raies est limité) : mercure (violet et bleu), terbium (vert), europium (bleu et rouge). Ceci permet la fabrication de tube émettant une lumière polychrome perçue par l’œil humain comme bleu, vert, rouge (faible intensité), ambre et rose.
L'usage commun cherche une lumière blanche similaire à la lumière du soleil ou à une lampe à incandescence, c'est-à-dire composé d'un spectre de lumière continu (comme l'arc en ciel).
Comme le tube fluorescent ne permet pas de produire un spectre continu de lumière, la lumière produite est composée de plusieurs raies, formant un spectre de fréquences de couleurs discontinu.
Les tubes fluorescents destinés à l'éclairage peuvent émettre de la lumière colorée ou de la lumière blanche selon les gaz qui les composent.
Les lampes fluorescentes contiennent un mélange d'argon et de vapeur de mercure à basse pression, et pas forcément de néon comme le langage populaire le laisserait croire. La lumière visible est produite par deux processus successifs :
- L'ionisation du mélange gazeux sous l'effet d'un courant électrique génère des rayonnements dans la gamme des ultraviolets (donc invisible), mais très énergétique. Les conditions de décharge sont optimisées pour qu'un maximum (60-70 %) de la puissance consommée soit rayonnée dans les deux raies de résonance du mercure à 184,9 et 253,7 nm.
- Ce premier rayonnement est ensuite converti en lumière visible, moins énergétique (la différence donnant de la chaleur), à la surface interne du tube par un mélange binaire ou ternaire de poudres fluorescentes.

La couleur de la lumière produite dépend donc essentiellement de la composition spécifique de ce revêtement interne.
Le néon est parfois utilisé, mais produit une lumière rouge. Cette utilisation est donc très particulière, et c'est par simplification abusive et métonymie que le nom de ce gaz est devenu synonyme aujourd'hui de lampe fluorescente.
Pour se rapprocher d'une lumière blanche, les tubes composent différentes fréquences de lumières. La composition (le spectre) n'étant pas toujours la même, l’œil voit des blancs forts différents. (Pour mémoire, une lumière blanche de référence comprend toutes les longueurs d'onde du spectre, c'est un spectre continu.)
Comme le détail de spectre n'est généralement pas communiqué ni par le fabricant, ni par le vendeur, les seules informations communiquées qui permettent de se faire une idée de la lumière sont :
- la température de couleur (On parle aussi de teinte, de chaud à très froid) (Les tubes fluorescents émettent un spectre discontinu, on parle donc de température de couleur proximale.) ;
- l'indice de rendu de couleur (IRC). (L'indice de rendu de couleur permet d'apprécier la qualité du rendu visuel et le risque de métamérisme.)

### Température de couleur
Les tubes fluorescents destinés à l'éclairage sont disponibles dans les températures de couleur suivantes : 
- 2700 K : proche de la lumière incandescente, utilisation domestique et hôtellerie
- 3000 K : proche de la lumière halogène, utilisation en hôtellerie, boutiques, musées
- 3500 K : (fréquent) entre lumière halogène présente dans vos maisons et la lumière de bureau. Souvent appelé : le neutre des couleurs. C'est la couleur la plus utilisée dans les commerces de détail. Les couleurs chaudes (rouge, jaune et orange) ressortent aussi bien que les couleurs froides (bleu, blanc, mauve, etc.). Cette couleur est le juste milieu entre relaxation et productivité.
- 4000 K : blanc "neutre", très utilisé dans les bureaux, les milieux industriels (mais aussi domestique) ; cette température de couleur intermédiaire a l'avantage de ne paraître ni trop jaune la journée, ni trop froide la nuit ; c'est la température de couleur la plus répandue chez les tubes fluorescents (anciennement nommé CoolWhite). Plusieurs couleurs de fluorescent sont à présent disponibles.
- 5000 K : proche de la lumière du soleil (mais attention à l'IRC), utilisé en musées, photographie et en arts graphiques
- 6500 K : proche de la lumière du jour, ou d'un ciel couvert (mais attention à l'IRC), utilisé dans les hôpitaux (et aussi en usage domestique) (ce qui donne cette lumière froide si typique)
- 8000 K : (peu fréquent) proche de la lumière d'un ciel bleu (lumière du nord), usages spéciaux. L'arrêté du 28 décembre 2018 limite la température de l'éclairage extérieur à 3000 Kelvin en agglomération et à 2400 K dans les parcs nationaux.

Il existe une gamme colorée proposant des tubes de lumière rouge, verte, jaune, rose, violet, etc. notons que la version rose est très utilisée pour l'éclairage des rayons de viandes dans les magasins.

### Indice de rendu des couleurs (IRC)
Pour une même température de couleur, l'IRC peut varier. Cette différence n'est pas perceptible en regardant le tube directement, ou lorsque sa lumière atteint une surface blanche, car le cerveau compense automatiquement un éclairage uniforme, mais devient flagrante lorsque l'on éclaire des objets colorés, qui apparaissent alors avec une dominante : fruits, vêtements, photographies (différences très visibles), nuanciers dentaires, etc.
Les tubes sont disponibles dans trois grandes familles de rendu de couleur :
IRC 55 à 70 % : rendu de couleur médiocre, utilisation en atelier, industrie, lieux publics de circulation. En photographie, ils produisent une dominante verte caractéristique. Efficacité lumineuse moyenne.
IRC 85 % : rendu de couleur correct, utilisation en bureau, école, hôtellerie, domestique. Les teintes chair sont déformées, le jaune tire vers le vert, les bleus tirent vers le violet, et généralement toutes les teintes semblent plus saturées, un peu artificielles. Il est, par exemple, très difficile d'apprécier la couleur d'un vêtement dans une boutique éclairée avec cet IRC. En photographie, ils produisent également une dominante verte. Efficacité lumineuse très bonne.
IRC > à 90 %. : rendu des couleurs supérieur, utilisation en arts graphiques, musées, dentisterie, photographie, caissons lumineux, utilisation très souhaitable en éclairage domestique. Utilisés en photographie, ils ne présentent pas la dominante verte si caractéristique. Efficacité lumineuse bonne.
Parallèlement, chaque IRC est disponible dans un éventail de températures de couleurs, mais toutes les combinaisons ne sont pas disponibles et certaines familles de lampes fluorescentes offrent moins de choix. Le plus vaste est offert par les tubes de 26 mm de diamètre, alors que les lampes fluocompactes n'existent que dans trois ou quatre teintes et presque exclusivement en IRC 85 %.
Le choix d'un tube (ou d'une lampe fluo-compacte) doit donc s'effectuer impérativement selon les deux critères, l'IRC étant trop souvent ignoré.
Afin de faciliter le choix, les fabricants ont tous adopté la nomenclature Philips, en plus des dénominations commerciales.

### Marquage standardisé de tubes fluorescents

#### Système international

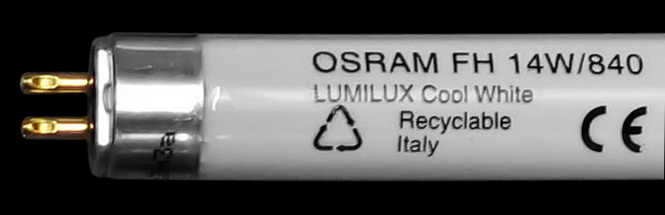
Exemple de marquage

Le code, à trois chiffres, regroupe deux informations : le premier chiffre indique l'indice de rendu de couleur (IRC) (en dizaines de %), et les deux derniers chiffres  désignent la température de couleur (en centaines de kelvins). On peut noter que ce marquage est aussi utilisé pour certaines lampes à décharge, notamment celles à halogénures métalliques.
Par exemple :
- Le code 640 désigne un tube d'un IRC de 60 % et d'une température de couleur de 4 000 K (blanc industriel), éclairage d'atelier, cave, etc.
- Le code 840 désigne un tube d'un IRC de 85 % et d'une température de couleur de 4 000 K (ex : Osram « blanc deluxe »), éclairage typique en bureau.
- Le code 827 désigne un tube d'un IRC de 85 % et d'une température de couleur de 2 700 K (ex. : Osram « interna »), éclairage typique des lampes à incandescence.

Autres exemples :
Si l'on souhaite simuler la lumière du jour (photothérapie par exemple), il faut impérativement un IRC >90 % et une température de couleur de 5 000 K ou 6 500 K, soit une teinte 950 ou 965. La teinte 950 revendique un IRC allant jusqu'à 98, ce qui en fait une teinte privilégiée pour le contrôle précis des couleurs, en particulier dans l'imprimerie.
Si l'on souhaite imiter la lumière incandescente (éclairage domestique), il faudrait 2 700 K et un IRC >90. Les lampes fluocompactes pourraient connaître un essor plus important si elles étaient disponibles dans cette qualité, car avec la teinte 827 proposée, la majorité des utilisateurs perçoit une différence par rapport à l'incandescence. Une telle teinte existait chez Philips en tube T8 de Ø 26 mm, mais a été supprimée.
Tableau récapitulatif des teintes de lampes fluorescentes (un tiret indique que cette combinaison n'existe pas)
|           | 2 700 K | 3 000 K | 3 500 K | 4 000 K | 5 000 K | 6 500 K | 8 000 K |
| --------- | ------- | ------- | ------- | ------- | ------- | ------- | ------- |
| IRC 50-76 | -       | 530     | -       | 640/740 | -       | 765     | -       |
| IRC 85    | 827     | 830     | 835     | 840     | -       | 860/865 | 880     |
| IRC>90    | -       | 930     | -       | 940     | 950/954 | 965     | -       |

Source : Catalogue Osram 2007

#### Nomenclature nord-américaine
Aux États-Unis et au Canada, de nombreux tubes, autant de l'ancienne que de la nouvelle technologie, utilisent encore le système de numérotation créé à la fin des années 1930. Sa constitution, bien que peu explicite, est simple.
Chaque modèle débute par une ou plusieurs lettres représentant le type de tube, F pour un fluorescent standard, FC pour un fluorescent circulaire, G pour un tube germicide, etc. La signification des lettres est souvent fournie par le fabricant, en particulier ceux qui leur sont exclusifs.
Les chiffres qui suivent indiquent la puissance nominale en watts, ou dans certains cas, la longueur douille-à-douille du luminaire correspondant, en pouces. Dans le cas des tubes fluorescents circulaires (Circline), le nombre indique le diamètre du cercle en pouces.
S'ensuit un numéro, débutant le plus souvent par T, qui correspond à la forme du tube ainsi qu'au diamètre du tube lui-même en huitièmes de pouces. Les tubes T8 par exemple font exactement 1 pouce de diamètre. Notez que pour les tubes de 40 W T12, le T12 est le plus souvent omis. Cela signifie qu'un tube F40T12/WWX par exemple sera le plus souvent décrit dans les catalogues comme étant un F40/WWX.
Les autres caractères sont séparés par un slash (/) et désignent les caractéristiques propres au modèle. La plupart des halophosphates se sont vus attribuer des lettres, /WW pour Warm White (Blanc Chaud), /CW pour Cool White (Blanc Froid), /D pour Daylight (Lumière du Jour), /WWX pour Warm White Deluxe (Blanc Chaud de Luxe), /CWX pour Cool White Deluxe (Blanc Froid de Luxe), /DX pour Daylight Deluxe (Lumière du Jour de Luxe), etc. La liste complète est longue, et encore une fois la signification de ces codes est la plupart du temps fournie par les fabricants, et presque tous les manufacturiers nord-américains utilisent les mêmes suffixes. Par exemple, commander des tubes F30T12/D chez Sylvania ou chez GE revient à commander exactement le même produit.
Pour les triphosphores et autres phosphores d'invention récente, le système international à 3 chiffres est tout simplement ajouté au système de numéro FxxTxx/xx classique (ex. : F32T8/741).

## Autres applications
Les tubes UV servent essentiellement à l’éclairage des aquariums pour accentuer les couleurs des occupants.

## Utilisations et avantages
- Bien que plus coûteux à l'investissement, les tubes fluorescents sont plus économiques que les lampes à incandescence halogène (et évidemment les lampes à incandescence). Ils limitent la dépense énergétique, tant dans la consommation électrique pour la production même de la lumière, que dans les coûts de climatisation liée à la chaleur générée par le système d'éclairage. Leur rendement de conversion électrique en lumière (efficacité lumineuse) atteint et dépasse souvent les 80 lumens par watt (près de 100 lm/W pour certains tubes T5) alors que les lampes classiques halogènes dépassent difficilement les 30 lumens/watt. Comme les lampes à LED ont une efficacité lumineuse bien supérieure, les tubes fluorescents sont de plus en plus remplacés par ces dernières. Alors qu'il y a quelques années, elles restaient un bon compromis prix / consommation (watts) / flux lumineux (lumens) et étaient souvent privilégiés pour l'éclairage des locaux d'entreprises (usines, magasins, grandes surfaces, bureaux, hôpitaux, etc.), la tendance s'est clairement inversée. Elles restent utilisées en remplacement des tubes existants, pour éviter de changer toute l'armature. Dans certains cas, on peut poser des tubes LED adaptés aux supports existants, mais ceci reste complexe. D'une part les fabricants n'ayant jamais homologué ces systèmes hybrides, c'est un système discutable du point de vue de la responsabilité des fabricants. En outre, la compatibilité du tube LED avec le ballast ferro-magnétique ou le système électronique est difficile à assurer.

- Un tube fluorescent a une durée de vie de dix à cinquante fois supérieure à une lampe à incandescence halogène. Lorsque le tube est interchangeable et ne constitue qu'une partie du système (ballast, starter, support, réflecteur), l'investissement est à long terme intéressant, avec des coûts de maintenance réduits.
- Du fait de leur longueur, ils produisent une lumière diffuse (en anglais softlight) et uniforme qui limite les ombres trop marquées. Cet avantage est notamment exploité pour l'éclairage en photographie, dans le domaine de l'audiovisuel, du médical, de la recherche, de l'éclairage des surfaces commerciales ou d'usines.

## Inconvénients
Ce système d’éclairage est plus coûteux à l'investissement que l'éclairage incandescent - bien que ce dernier soit de plus en plus interdit pour favoriser des éclairages plus efficients.
Les systèmes LED sont de plus en plus concurrentiels avec les tubes fluorescents, avec un rendement énergétique, donc des coûts d'utilisation, bien moindres, souvent d'un facteur 2.
Les interférences créées par les tubes (courants harmoniques et déphasage dus entre autres à la bobine du ballast), sous forme de parasites, sont nuisibles aux équipements électroniques et informatiques tels que les câbles réseau.
La surface d'émission de la lumière est grande, il est donc difficile de focaliser la lumière avec un réflecteur pour obtenir un faisceau concentré, comme celui d'un spot à très basse tension.
La technologie du tube fluorescent permet la production d'un spectre mixte à la différence d'une lampe à incandescence ou à la lumière du soleil qui présentent un spectre continu. La présence de nombreux pics d'émission affectera le rendu des couleurs qui sera très variable d'un tube à un autre : cette caractéristique est estimée au travers de l'indice de rendu de couleur.
La plupart des tubes disponibles couramment ont un indice de rendu de couleur insuffisant pour une bonne vision chromatique (bon confort ou des travaux de précision), notamment dans les domaines de l'imprimerie, du graphisme, du maquillage, du textile. Par exemple, des teintes de tubes avec un indice de rendu de couleur supérieur à 90 sont peu connus et difficiles à trouver, même si la plupart des tubes disponibles couramment ont un indice de rendu de couleur satisfaisant pour un usage simple et non exigeant.
Certains types de tubes émettent un léger grésillement.
Effet stroboscopique : danger avec des machines tournantes, pour y remédier, il faut employer soit un système dit duo où deux tubes sont montés côte à côte avec un tube comprenant une alimentation déphasée, soit un ballast électronique. L'effet stroboscopique peut aussi provoquer des troubles oculaires ou faciliter les convulsions.
Les tubes fluorescents sur les enseignes des magasins font également l'objet d'une controverse en France sur leur utilisation en tant que moyen publicitaire. Allumés durant la nuit ils contribuent à la pollution lumineuse nocturne. Plusieurs groupes dénoncent cette nuisance inutile et les consommations d'énergie induites par l'utilisation de ces lampes.

### Risques pour la santé
Les lampes fluorescentes contiennent de 3 à 46 mg de mercure, un métal toxique, et requièrent d'être traitées séparément des autres déchets ménagers. Le mercure représente un danger important pour les femmes enceintes, les nouveau-nés et les enfants en général. Les décharges publiques refusent souvent ce type de lampes parce qu'elles contiennent du mercure. Si une lampe fluorescente se brise, il est recommandé par mesure de précaution d'ouvrir une fenêtre et d'aérer la pièce 10  à   15 minutes avant de ramasser les débris pour éviter de respirer des vapeurs de mercure . La poudre de béryllium a été utilisée comme couche interne des tubes fluorescents.[citation nécessaire] C'est un produit très toxique qui peut induire une maladie dite bérylliose chez les ouvriers qui l'ont manipulé. Aucun cas clinique d'intoxication après le bris d'une ampoule fluocompacte n'est décrit.
Les tubes fluorescents sont des lampes à décharges et émettent donc un spectre de raies, c'est-à-dire que toutes les couleurs ne sont pas émises. L'énergie du flux lumineux est donc concentrée sur les quelques couleurs correspondant aux raies d'émissions. De plus, l'ionisation des atomes de mercure émet notamment dans le bleu et le violet (408  à   435 nm). Or ces longueurs d'onde, associées à une forte luminance, posent un risque théorique potentiel pour la rétine humaine ,. Cependant aucun cas clinique de photoretinite lié à l'usage des tubes fluorescents n'est décrit. Le risque associé à l'utilisation des lampes fluorescentes a fait l'objet d'un rapport d'expertise  du CSRSEN qui n'a pas relevé de danger pour la population générale,. S. Point  a également rappelé que les inquiétudes liés aux risques supposés des lampes fluocompactes (rayonnements électromagnétiques, UV, possibilité d'inhalation de mercure en cas de bris) sont exagérés et n'ont pas de fondement scientifique pour la population générale,. Les lampes fluocompactes  (comme les lampes tungstène-Halogène) sont progressivement remplacées par les lampes à LEDs, qui ont également soulevé des inquiétudes, mais dont on n'a pas la preuve non plus qu'elles soient dangereuses pour la population générale,,.